# Guerino Vanoli Basket 2023-2024
Questa voce raccoglie le informazioni riguardanti la Guerino Vanoli Basket nelle competizioni ufficiali della stagione 2023-2024.

## Stagione
La stagione 2023-2024 della Guerino Vanoli Basket sponsorizzata Vanoli, è la 14ª nel massimo campionato italiano di pallacanestro, la Serie A.
Per la composizione del roster si decise di optare per la scelta della formula con 5 giocatori stranieri senza vincoli.

## Roster
Aggiornato al 10 settembre 2023.
| Vanoli Basket Cremona 2023-24 | Vanoli Basket Cremona 2023-24 |
| Giocatori                     | Staff tecnico                 |
| ----------------------------- | ----------------------------- |

| N. | Naz.                   | Ruolo | Nome               | Anno | Alt.   | Peso   |  |
| -- | ---------------------- | ----- | ------------------ | ---- | ------ | ------ |  |
| 00 | Camerun (bandiera)     | AC    | Paul Eboua (F)     | 2000 | 203 cm | 97 kg  |  |
| 1  | Stati Uniti (bandiera) | AG    | Nathan Adrian      | 1995 | 206 cm | 107 kg |  |
| 3  | Stati Uniti (bandiera) | P     | Marcus Zegarowski  | 1998 | 185 cm | 82 kg  |  |
| 5  | Stati Uniti (bandiera) | P     | Corey Davis        | 1997 | 185 cm | 86 kg  |  |
| 6  | Italia (bandiera)      | AP    | Andrea Pecchia (C) | 1997 | 196 cm | 87 kg  |  |
| 10 | Italia (bandiera)      | P     | Tommaso Vecchiola  | 2004 | 185 cm |        |  |
| 11 | Italia (bandiera)      | PG    | Davide Denegri     | 1998 | 184 cm | 80 kg  |  |
| 12 | Italia (bandiera)      | A     | Filippo Galli      | 2005 | 197 cm |        |  |
| 13 | Stati Uniti (bandiera) | G     | Trevor Lacey       | 1991 | 191 cm | 98 kg  |  |
| 14 | Italia (bandiera)      | GA    | Matteo Piccoli     | 1995 | 195 cm | 91 kg  |  |
| 22 | Stati Uniti (bandiera) | G     | Wayne McCullough   | 1994 | 196 cm | 84 kg  |  |
| 33 | Stati Uniti (bandiera) | C     | Grant Golden       | 1998 | 208 cm | 116 kg |  |
| 41 | Italia (bandiera)      | AG    | Simone Zanotti     | 1992 | 208 cm | 106 kg |  |

| Allenatore                                                                                        |
| - Demis Cavina                                                                                    |
| Assistente/i                                                                                      |
| - Pierluigi Brotto - Carlo Campigotto Legenda - (C) Capitano - (IN) Inattivo - Infortunato Roster |

## Mercato

### Sessione estiva
| Acquisti | Acquisti          | Acquisti          | Acquisti   | Acquisti |
| R.       | Nome              | da                | Modalità   |          |
| -------- | ----------------- | ----------------- | ---------- | -------- |
| P        | Jordan Bone       | F.W. Mad Ants     | svincolato |          |
| P        | Marcus Zegarowski | Austin Spurs      | svincolato |          |
| G        | Wayne McCullough  | Darüşşafaka       | svincolato |          |
| AG       | Simone Zanotti    | Basket Torino     | svincolato |          |
| AG       | Nathan Adrian     | Pall. Forlì 2.015 | svincolato |          |
| C        | Grant Golden      | G. Rapids Gold    | svincolato |          |

| Cessioni | Cessioni         | Cessioni            | Cessioni                | Cessioni |
| R.       | Nome             | a                   | Modalità                |          |
| -------- | ---------------- | ------------------- | ----------------------- | -------- |
| P        | Jordan Bone      | Free agent          | rescissione consensuale |          |
| P        | Lorenzo Caroti   | Amici Pall. Udinese | fine contratto          |          |
| G        | Filippo Gallo    | U.C.C. Piacenza     | fine contratto          |          |
| GA       | Mirza Alibegović | Amici Pall. Udinese | fine contratto          |          |
| AG       | Joseph Mobio     | Trapani Shark       | definitivo              |          |
| AC       | A.J. Pacher      | Blu Treviglio       | fine contratto          |          |
| C        | Jalen Cannon     | Free agent          | fine contratto          |          |
| C        | Kevin Ndzie      | G.M. OrziBasket     | fine contratto          |          |

### Dopo l'inizio della stagione
| Acquisti | Acquisti    | Acquisti | Acquisti      | Acquisti   |
| R.       | Nome        | da       | Data          | Modalità   |
| -------- | ----------- | -------- | ------------- | ---------- |
| P        | Corey Davis | Girona   | 13 marzo 2024 | svincolato |

| Cessioni | Cessioni          | Cessioni        | Cessioni      | Cessioni    |
| R.       | Nome              | a               | Data          | Modalità    |
| -------- | ----------------- | --------------- | ------------- | ----------- |
| P        | Marcus Zegarowski | Ironi Nes Ziona | 19 marzo 2024 | rescissione |